# 瓦西里夫卡 (柳比米夫卡市鎮)
46°51′1″N 33°39′10″E / 46.85028°N 33.65278°E
瓦西里夫卡（烏克蘭語：Василівка）是位於烏克蘭南部的村莊，由赫爾松州卡霍夫卡區的柳比米夫卡市鎮負責管轄。該村始建於1953年，面積0.01平方公里，海拔高度56米，2001年人口1,456。